# Georges Lacombe (pittore)

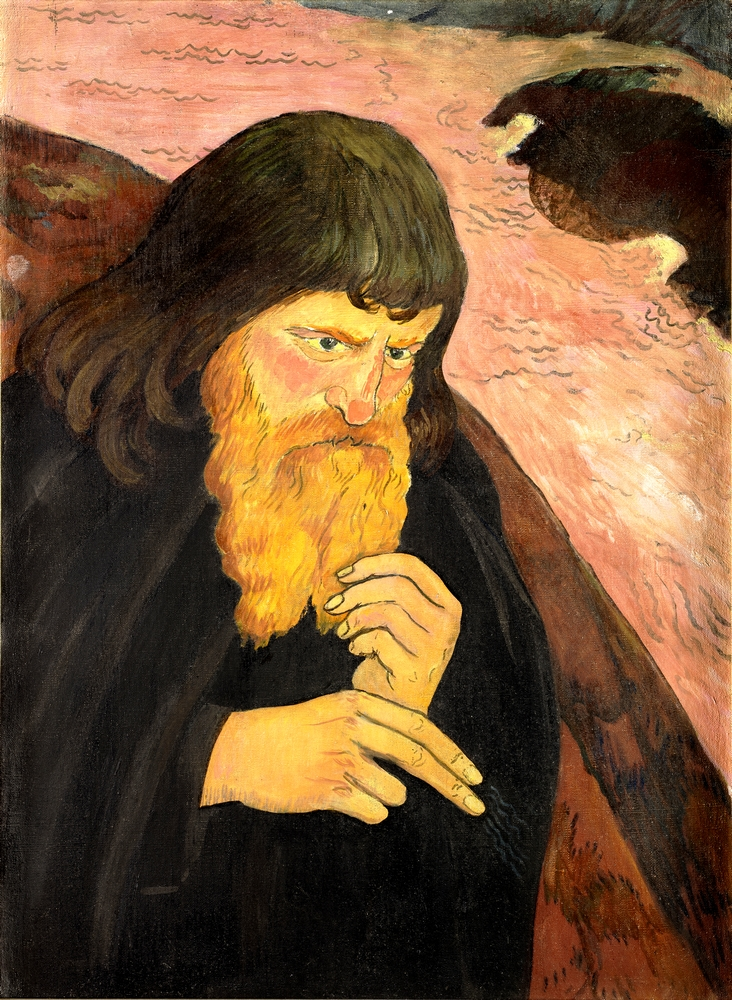
Ritratto di Paul Sérusier, Il Nabi dalla barba rutilante

Georges Lacombe (Versailles, 18 giugno 1868 – Alençon, 29 giugno 1916) è stato un pittore e scultore francese che fece parte del gruppo francese dei Nabis.

## Biografia
Georges Lacombe nacque in una famiglia benestante di Versailles. Suo padre, giornalista e gioielliere, era stato amico e segretario di Alphonse de Lamartine e si dilettava a scolpire nel legno. Sua madre Laure era invece un'abile disegnatrice. Dai genitori ricevette un'educazivone strettamente religiosa e fece pertanto i suoi studi nell'Istituto Saint-Jean-de-Béthun di Versailles, tenuto dai padri eudisti. In seguito, però, divenne un convinto anticlericale, anche se dalle sue opere traspare un particolare spiritualismo e un ineffabile senso della trascendenza.
La sua educazione artistica si compì all'Académie Julian, avendo come insegnanti gli impressionisti Alfred Roll e Henri Gervex. In un angolo del giardino della casa paterna Lacombe allestì il proprio atelier. Frequentò poi assiduamente sia la buona società di Versailles che l'ambiente degli artisti e, dal 1888 al 1897, trascorse le estati in Bretagna, regione prediletta dai pittori, specie dai seguaci di Paul Gauguin. Lì, nel 1892, conobbe Émile Bernard e Paul Sérusier che lo portarono ad unirsi al gruppo dei Nabis e, poiché questi usavano darsi un soprannome, Georges Lacombe divenne le nabi sculpteur, in considerazione del fatto che egli era anche scultore. 
Nel 1893 espose due sculture in legno alla Galleria Le Barc de Boutteville, mentre Serusier realizzò nel suo atelier un enorme affresco che gli altri Nabis vennero ad ammirare. Nello stesso anno la galleria Paul Durand-Ruel allestì una mostra con 44 tele di Gauguin, dipinte durante il suo primo soggiorno a Tahiti. Lacombe ne rimase assai colpito. Nel 1899 ospitò l'amico Paul Ranson, la cui salute iniziava ad essere precaria, nella sua nuova casa presso Alençon che egli aveva battezzato L'Ermitage. Ranson lo aiutò ad arredarla e decorarla e rimase con lui sino al 1905.
Nel 1898 sposò Marthe Wenger, anch'ella di ricca famiglia. La loro condizione finanziaria divenne così assai solida, e Lacombe non ebbe mai necessità di vendere le sue opere, e forse nemmeno l'intenzione. Espose cinque tele al Salon des Indépendants, dipinse paesaggi bretoni e si dedicò molto alla scultura. In particolare realizzò delle teste per il Teatro delle Marionette dove si rappresentava L'Abbé Prout, commedia scritta e illustrata da Paul Ranson che, per ringraziarlo, gli dedicò il primo episodio dell'opera: L'armadio dei piaceri. Visse sempre all'Ermitage, di cui i suoi amici pittori lo aiutavano a completare arredi e decorazioni.
Nel 1904 conobbe il pittore belga Théo van Rysselberghe e ne subì l'influenza pittorica, passando ad una espressione chiaramente post-impressionista e abbandonando quindi le tematiche e le atmosfere Nabis, sebbene mai del tutto. Nel 1909, l'amico Ranson morì e Lacombe ne scolpì il busto. Insegnò anche scultura, ma solo occasionalmente, presso l'accademia fondata dallo stesso Ranson.
Poi, lo scoppio della prima guerra mondiale lo coinvolse e, durante il primo anno di guerra (1915), contrasse la tubercolosi in una forma assai virulenta. Tornato ad Alençon, il 29 giugno 1916 Lacombe spirò.

## L'ispirazione
L'avventura di Georges Lacombe nel mondo sognante dei Nabis durò di fatto solo cinque anni, ma anche in un periodo così breve egli seppe assicurarsi, come pittore Nabis, un posto nella Storia dell'arte. 
Lacombe fu un mistico, nonostante non fosse credente, e tutto, nella sua pittura, stupisce e inquieta. Tutto è coscienza di una unione cosmica che avviene al di là delle apparenze. La sua è un'arte grezza, primordiale, vera, composta da sottoboschi di silenzio, da insolite distese del mare, da reiterate creazioni del mondo, da miracoli latenti, da acque marine rosse attraversate da un nero cavaliere, da cieli gialli nei quali si ritagliano sagome, da roccioni come idoli barbari. 
Paesaggi dell'origine del mondo e del segreto immanente.

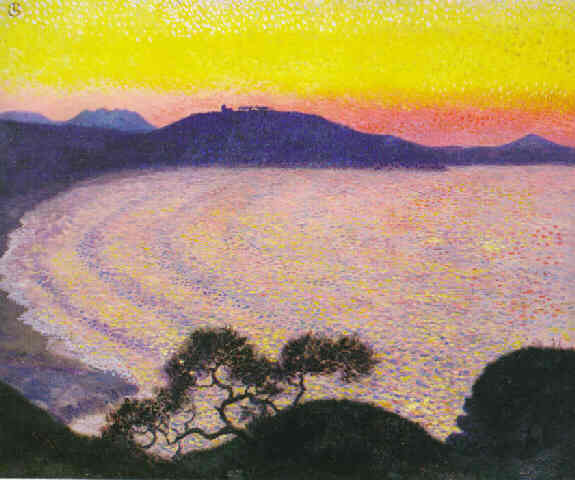
La baia (1892)

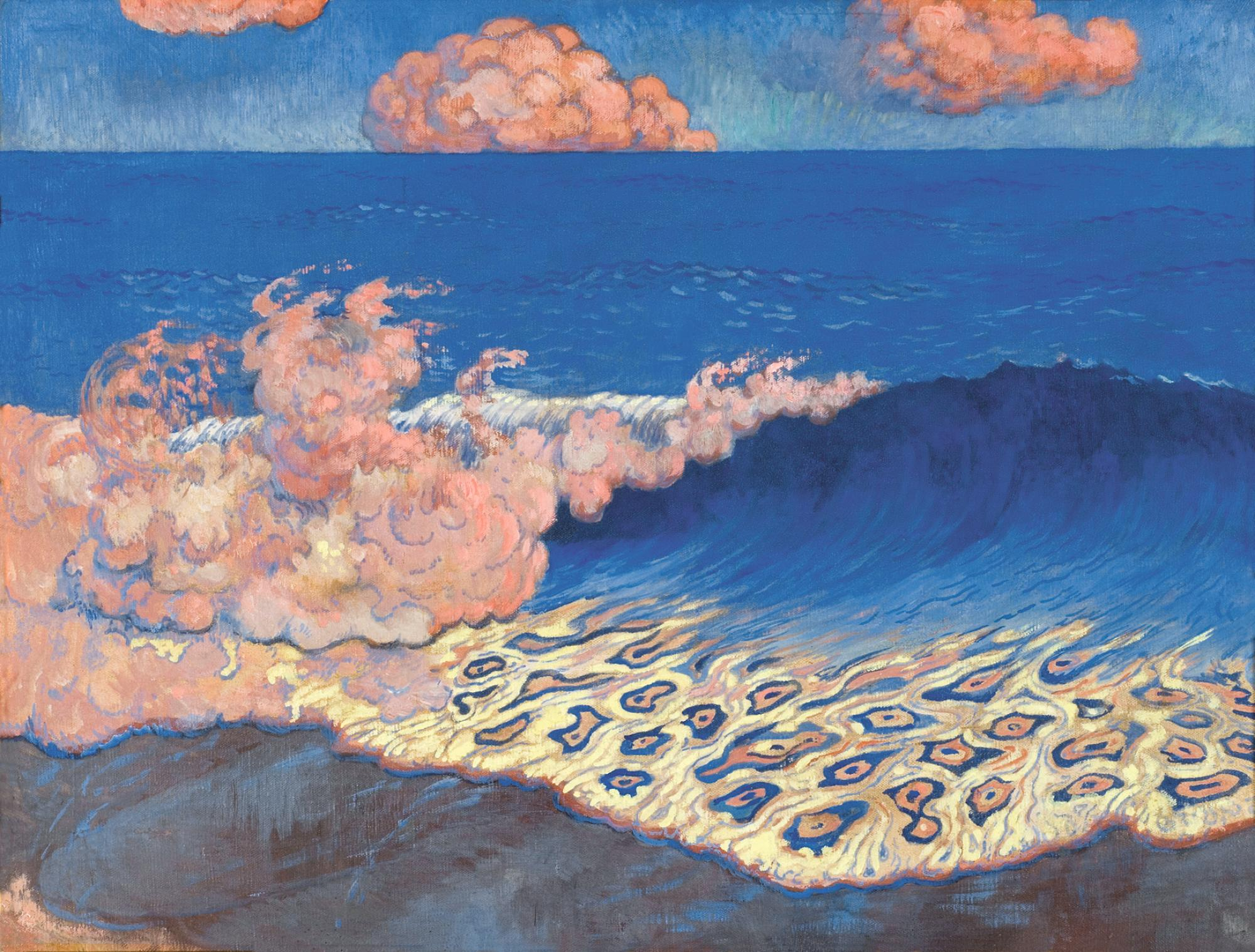
Marina blu, effetto di onda (1893)

## Alcune opere famose
- Les âges de la vie
- La baie, 1892
- Marine bleue, effet de vague, 1893
- Mer jaune, Camaret, 1893 circa
- Forêt au sol rouge, 1894 Quimper, Musée des Beaux-Arts de Quimper -[2]
- Marie Madeleine, 1897 (scultura in mogano)

## Opere

### Disegni, acquarelli
- 1904-1905 - Portrait de Paul Ranson, disegno a inchiostro di china su carta. (Collez. privata).

### Dipinti
- Les âges de la vie, Musée du Petit-Palais, Ginevra.
- 1891 -  Forêt au sol rouge , Musée des beaux-arts de Quimper.
- 1892 ca -  Mer jaune, Camaret , Musée des beaux-arts de Brest.
- 1894 ca -  Le Nabi à la barbe rutilante (ritratto di Paul Sérlegnousier), Musée départemental Maurice Denis «Le Prieuré », Saint-Germain-en-Laye.

### Sculture
- 1894 - Iside, legno policromo, Parigi, Museo d'Orsay.
- 1897 -  Marie Madeleine , scultura in legno di mogano, Palais des beaux-arts de Lille.
- 1902 -  Les têtes des personnages de la pièce de guignol pour vieux enfants qu'est "L'Abbé Prout"
- 1910 -  Buste de Paul-Élie Ranson,

## Mostre, esposizioni
- 1908 - Salon des Humouristes: Teste delle marionette per l'L'Abbé Prout
- 1899 - Salon des Indépendants

Postume
- 2012-2013 - «Les univers de Geroges Lacombe», dal 13 novembre 2012 al 17 febbraio 2013, presso il Museo dipartimentale "Maurice-Denis" a Saint-Germain-en-Laye e al Museo Lambinet di Versailles.

## Musei e monumenti
- Musée du Petit Palais a Ginevra
- Musée des beaux-arts di Quimper: Forêt au sol rouge
- Musée des beaux-arts di Brest: Mer jaune, Camaret
- Musée départemental Maurice Denis «Le Prieuré », Saint-Germain-en-Laye: Le Nabi à la barbe rutilante (ritratto di Paul Sérusier)
- Palais des beaux-arts de Lille:  Marie Madeleine  (scultura)

## Galleria d'immagini

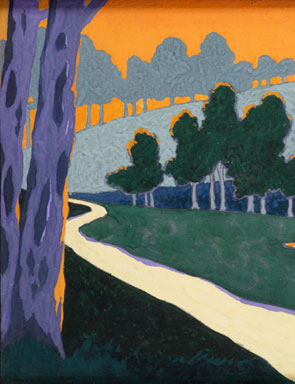
Paesaggio
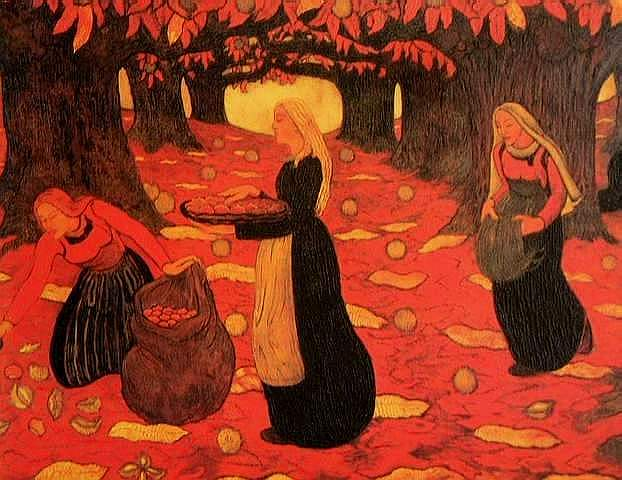
Le raccoglitrici di nocciole
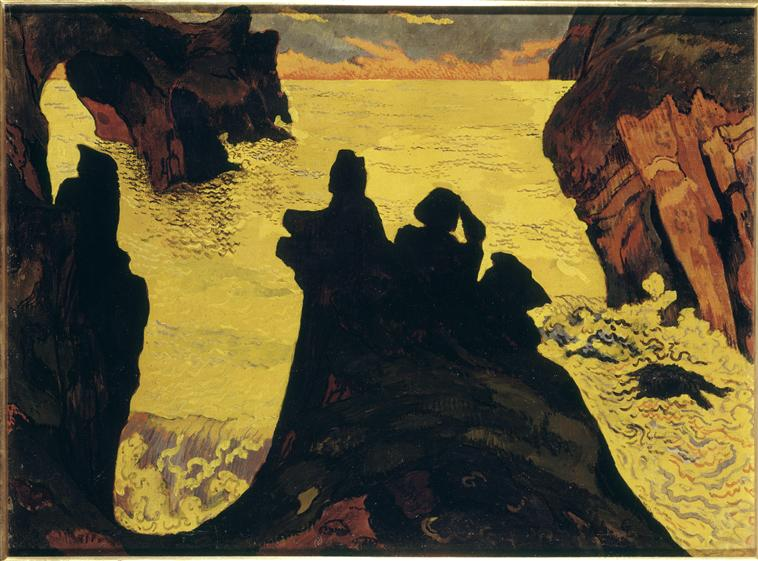
Il mare giallo
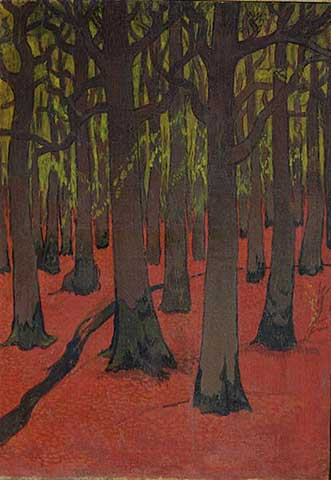
Bosco col suolo rosso
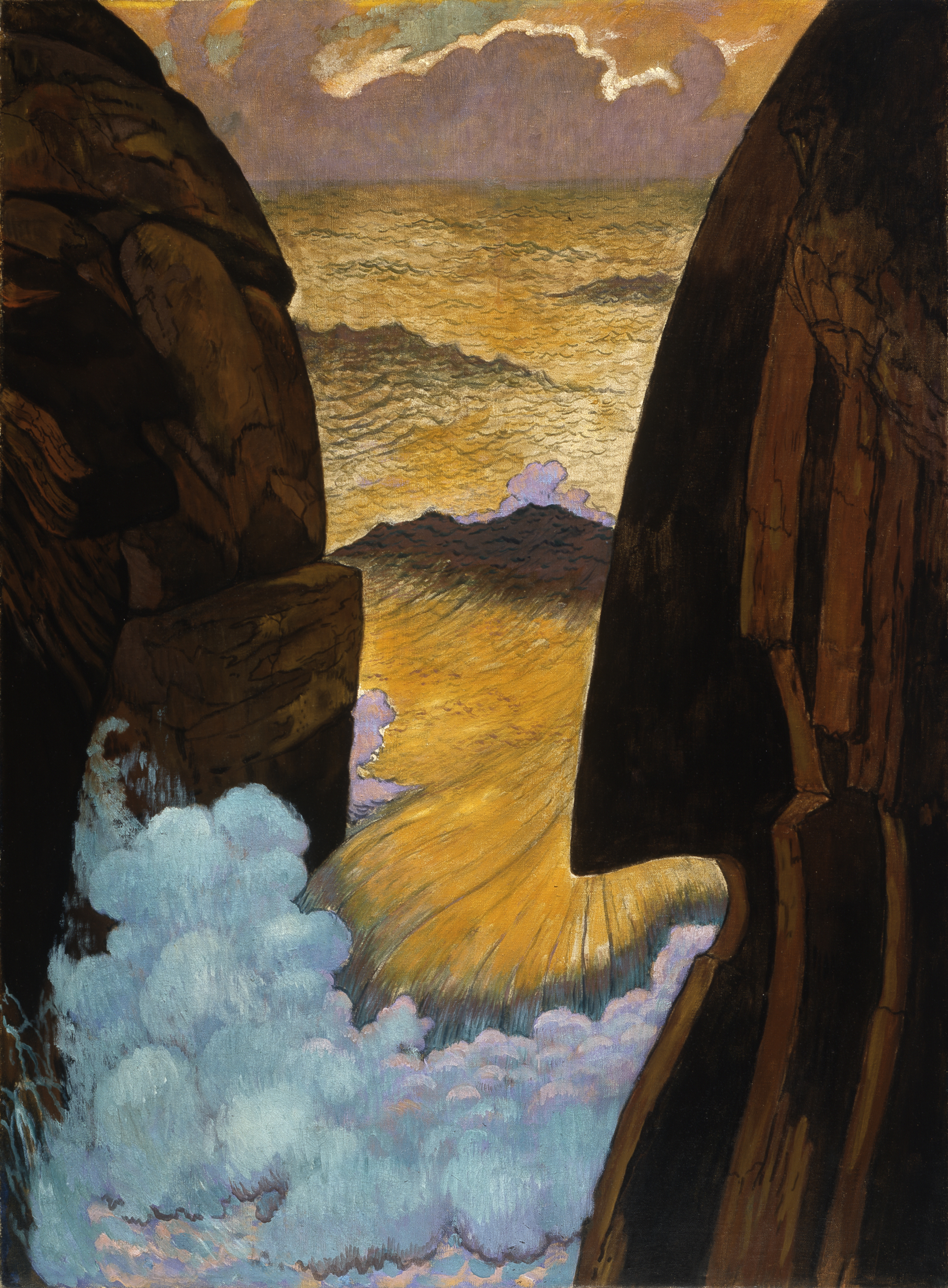
L'onda verde
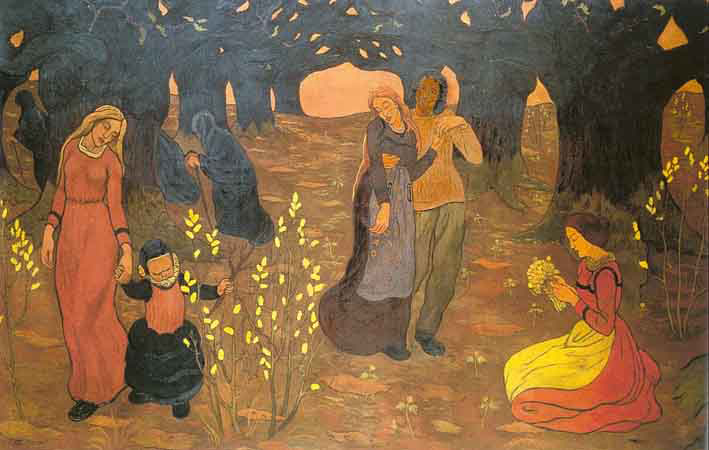
Le età della vita
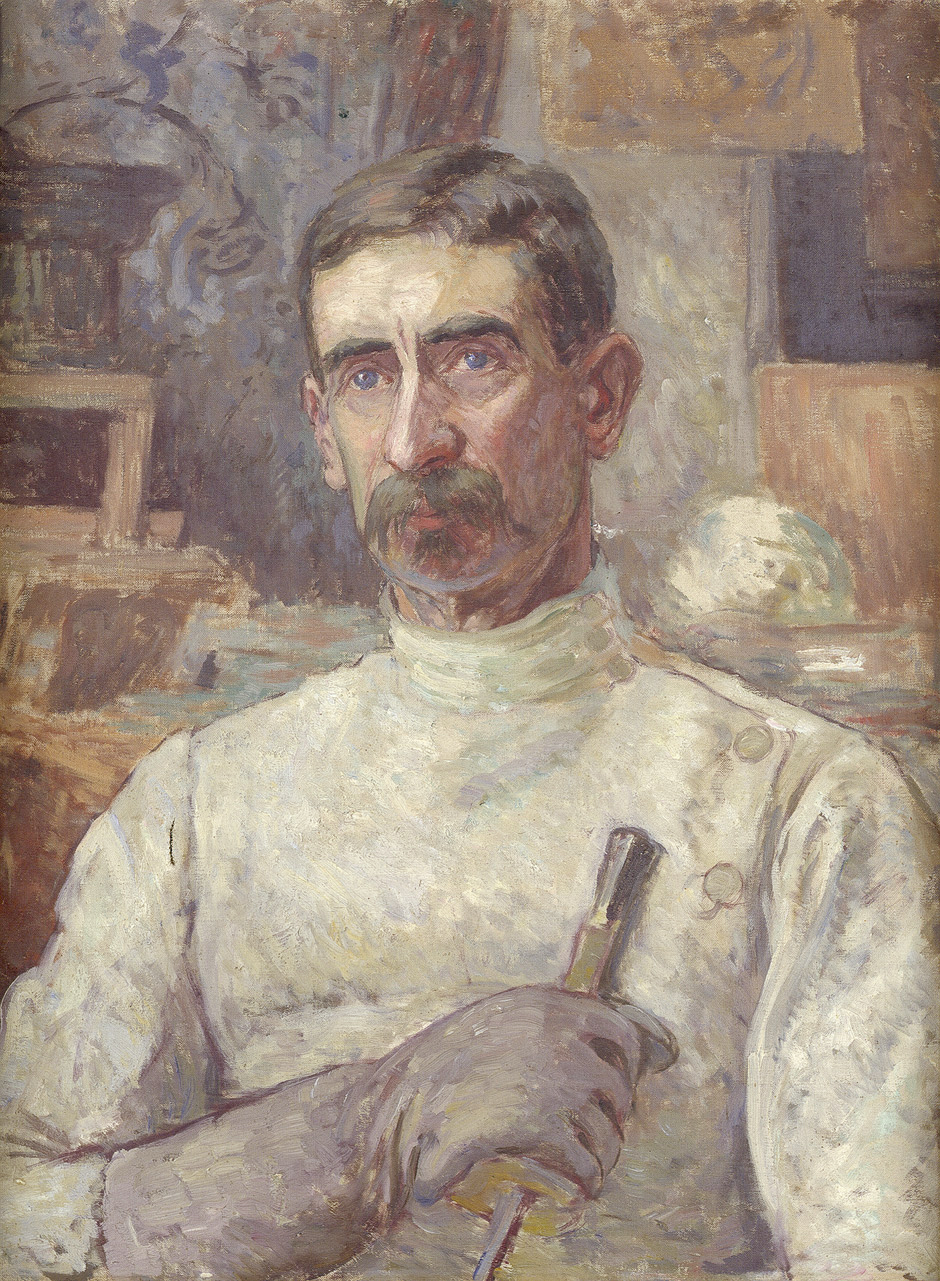
Georges Lacombe